# Capdenac
Capdenac är en kommun i departementet Lot i regionen Occitanien i södra Frankrike. Kommunen ligger i kantonen Figeac-Ouest som tillhör arrondissementet Figeac. År 2022 hade Capdenac 1 070 invånare.

## Befolkningsutveckling
Antalet invånare i kommunen Capdenac
| Referens: INSEE |